# Симфонічний оркестр Лодзької філармонії імені Артура Рубінштейна
Симфонічний оркестр Лодзької філармонії імені Артура Рубінштейна — польський симфонічний оркестр, що базується в Лодзі.
Оркестр був заснований в Лодзі в 1915 році і дав перший концерт 17 лютого в Великому театрі Лодзі. У концерті брали участь 60 виконавців, у їх числі були молоді Александер Тансман і Пауль Клецький. Збір від концерту надійшов на користь безробітних музикантів. У наступні роки оркестр виступав в приміщенні концертного залу Фогля, а репетирував деякий час в приміщенні єврейського співочого товариства «Хазомір». З 1921 колектив називався Лодзьким філармонічним оркестром (пол. Łódzka Orkiestra Filharmoniczna). У міжвоєнний період за пульт оркестру ставали видні польські диригенти Валеріан Бердяєв, Гжегож Фітельберг, Еміль Млинарський, Здзіслав Бірнбаум, в 1924 оркестром диригував Герман Абендрот проїздом через Лодзь на гастролі в СРСР.
Після Другої світової війни оркестр в 1949 році увійшов до складу Лодзької державної філармонії, якій в 1984 році було присвоєно ім'я Артура Рубінштейна. У 1990 році в зв'язку зі зношенням виділеної філармонії будівлі оркестр переїхав на новий тимчасовий майданчик; у 2004 році на колишньому місці відкрилася повністю перебудована будівля концертного залу. У 2005 і 2015 рр. оркестр урочисто відзначив ювілейні дати.
Серед записів, здійснених оркестром, виділяється ряд робіт 1990-х рр. під керуванням Іллі Ступеля (зокрема, комплект з усіх симфоній Руда Ланггора). З більш пізніх записів резонанс викликав альбом творів Вітольда Лютославського для голосу з оркестром (2013).